# Bomlástermék
Bomlásterméknek nevezzük azokat az anyagokat, amelyek egy vegyület több másik, általában egyszerűbb felépítésű molekulává alakulásakor kapunk. Másképpen fogalmazva: bomlásterméknek nevezzük az olyan reakció termékét, amely reakció kiindulási anyaga egyféle vegyület volt. Bomlástermék például a víz elektrolízisekor az oxigén- és a hidrogéngáz.
A bomlástermékeknek a szerves kémiában és a biológiában van nagy szerepük: a bonyolult szerves polimerek bomlásakor a természetben gyakran jönnek létre mérgező vegyületek. Bomlásterméknek tekinthető például az alkohol, az ammónia vagy a metán.
A biológiában a bomlástermékek egy csoportját külön névvel illetik. Az úgynevezett „detritus” (latinul: szemét) a sejtek elhalt szerves anyaga, szűkebb értelemben szerves, vízfolyások tetején lebegő részecskéket értenek alatta.